# گل‌آباد (کوهرنگ)
گل‌آباد (کوهرنگ)، روستایی در دهستان بیرگان از توابع بخش دوآب صمصامی در شهرستان کوهرنگ از توابع استان چهارمحال و بختیاری است.

## جمعیت
این روستا در دهستان شوراب تنگزی قرار دارد و براساس سرشماری مرکز آمار ایران در سال ۱۳۸۵، جمعیت آن ۷۵ نفر (۱۹خانوار) بوده‌است.